# Micragone ansorgei
Micragone ansorgei är en fjärilsart som beskrevs av Rothschild 1907. Micragone ansorgei ingår i släktet Micragone och familjen påfågelsspinnare. Inga underarter finns listade i Catalogue of Life.